# Orlando Gomes
Pour les articles homonymes, voir Gomes.
Orlando Gomes (Salvador, 7 décembre 1909 — 29 juillet 1988) est un juriste brésilien, spécialiste du droit civil et du droit du travail.
Sa doctrine est littérature juridique obligatoire pour tous les étudiants en droit au Brésil. Même après la création d'un nouveau Code civil, en 2002, tout ce qui a été écrit par Orlando Gomes fait autorité jusqu'à aujourd'hui. On reconnaît surtout son autorité comme juriste en droit civil, droit du travail et sociologie juridique. Néanmoins, comme lui-même le disait : "Sou um civilista com incursões notórias na área do Direito do Trabalho", en français, "Je suis un civiliste avec incursions notoires dans la sphère du droit du travail".
En droit civil, il s'est inspiré des juristes français Planiol et Ripert mais aussi des juristes allemands Larenz et Dernburg.